# Время ангелов
«Время ангелов» — четвёртая серия пятого сезона британского научно-фантастического телесериалa «Доктор Кто», впервые показанная 24 апреля 2010 года. Это первая часть двухсерийной истории, написанной Стивеном Моффатом, продолженная серией «Плоть и камень». В этой серии возвращается Алекс Кингстон в роли Ривер Сонг из серии «Тишина в библиотеке». Вместе с Доктором они противостоят Плачущим ангелам из серии 3 сезона «Не моргай».

## Сюжет
Одиннадцатый Доктор вместе с Эми отправляется в межгалактический музей, где видит «родной ящик» космического корабля (который хранится на борту и в случае аварии возвращается домой с данными полета). На нём 12 000 лет до этого оставляет сообщение о помощи и нужные координаты Ривер Сонг. Она находится на этом космическом корабле «Византия» и пытается сбежать оттуда, предсказав экипажу крушение. Доктор забирает её на ТАРДИС, и вместе они следуют за кораблём до планеты Альфава Метраксис, где происходит крушение. Ривер рассказывает, что на борту корабля находится Плачущий ангел, ставший причиной аварии. Плачущий ангел становится камнем, когда кто-то смотрит на него, но стоит моргнуть или отвернуться, как он сможет двигаться.
Ривер зовёт для помощи отца Октавиана и его военных клириков, чтобы вместе добраться до ангела и обезвредить его. Они спускаются под землю. У Ривер есть видеозапись с ангелом — четыре секунды. Эми остаётся в кабине и разглядывает запись, а Доктор и Ривер с остальными изучают книгу об ангелах. Эми обнаруживает, что, когда она отворачивается от проигрывателя, ангел на записи двигается и пытается выбраться. Он не даёт ей выключить телевизор, запирает дверь, и Эми не может выйти. В книге Доктор и Ривер читают, что «любое изображение ангела становится ангелом», и понимают, что ангел может из записи попасть в комнату и убить Эми. Она дожидается помехи на записи с ангелом, где нет его изображения, и выключает запись на этой помехе. Ангел исчезает.
Клирикам наконец удается открыть вход в Лабиринт Мёртвых. Они, Доктор, Ривер и Эми спускаются туда. Эми вспоминает, что случайно посмотрела ангелу в глаза, чего делать не следовало. В лабиринте они видят множество каменных статуй. Отец Октавиан посылает трёх клириков Кристиана, Анжело и Боба осмотреть выход, и они не возвращаются. Доктор обнаруживает, что радиация, исходящая от корабля, — пища для ангела, и падение космического корабля было операцией по спасению его сородичей. Они оказываются теми каменными статуями, что окружают Доктора и остальных. Постепенно статуи оживают и превращаются в ангелов, при этом они следуют за экспедицией, которая оказалась в самом центре лабиринта. Доктор пытается найти выход. Ангел сворачивает шеи клирикам Кристиану, Анжело и Бобу и, используя голос Боба, говорит по рации с Доктором. Тот и остальные видят над собой крышу космического корабля, но не могут до неё добраться. Доктор говорит ангелам, что им не следовало помещать его в ловушку, и приказывает команде действовать, как только он выстрелит в гравитационную сферу. На этом серия заканчивается.